# 通法寺
通法寺（つうほうじ）は、大阪府羽曳野市に存在していた寺院址。河内源氏の菩提寺であった。

## 歴史

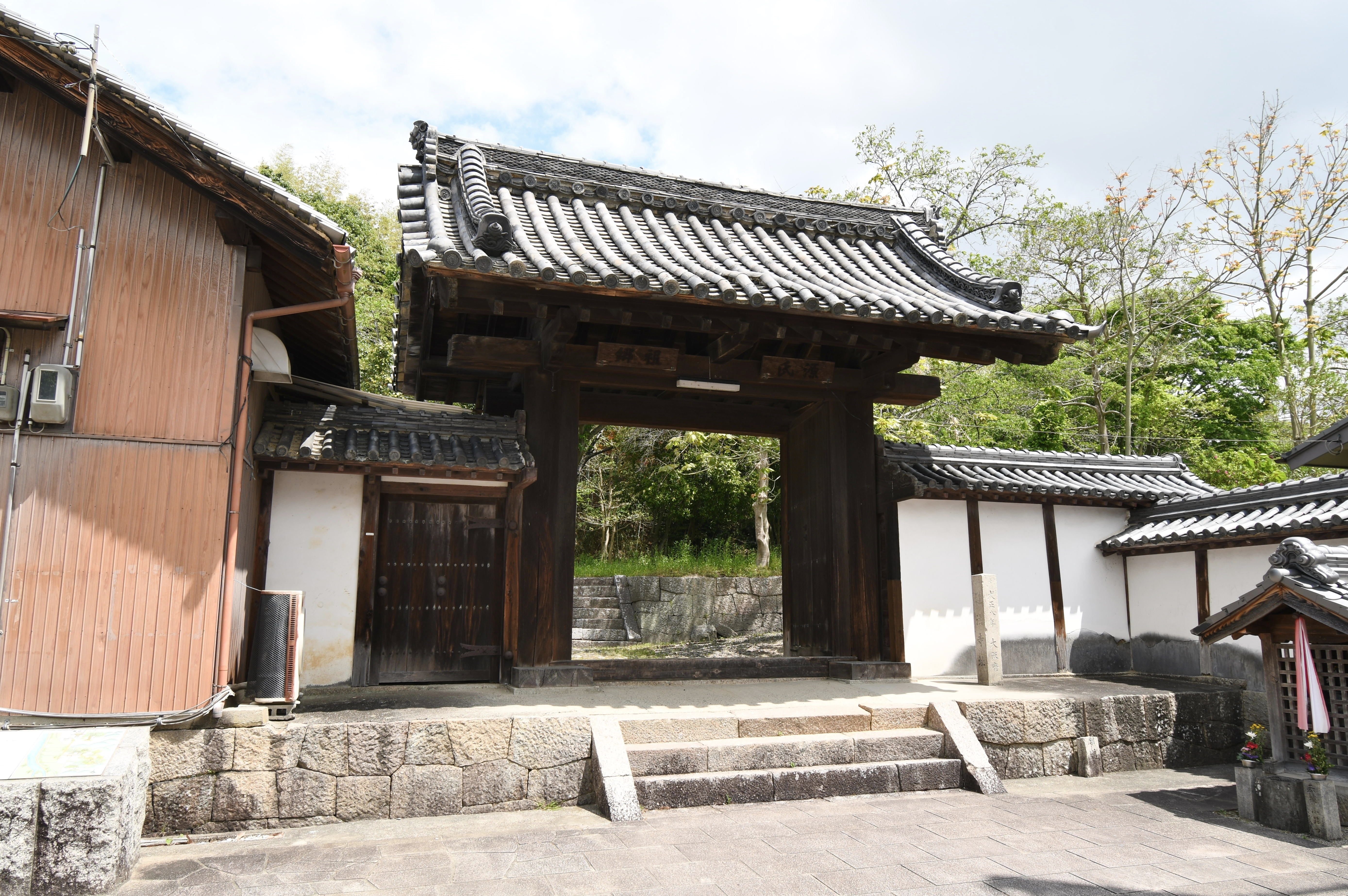
山門

羽曳野市壺井は河内源氏発祥の地として知られているが、この壺井通法寺は、長久4年（1043年）に、河内国司であった源頼信の子源頼義が猟の際に焼けた草堂を見つけ、その跡から等身大の千手観音の霊像を得て、これを本尊とする堂を壺井郷に建立し、壺井堂と称し、新たに金色の阿弥陀如来像をも合わせて本尊とする通法寺を建立した。
前九年の役の時、頼義が子の八幡太郎義家とともに奥州へ出陣。凱旋ののち、「香呂峰の地」と呼ばれた同地に八幡宮を祀ったが、これが西北に隣接する壺井八幡宮の起りとなった。頼義は浄土宗に帰依し阿弥陀如来を本尊としたことから河内源氏の菩提寺となり源氏の隆盛と共に栄えた。
南北朝時代には、戦火により焼失。江戸時代になって源氏の子孫・多田義直が5代将軍綱吉に願い出て柳沢吉保らが普請奉行となり再興する。
この通法寺址の旧境内には源頼義の墓があるが、石の墓標や柵は明治末年に造られたもので、石灯籠は元禄年間に柳沢吉保らから寄進されたものである。東南方約200mの丘陵地には父・頼信と子・義家の墓もある。
1868年（明治元年）に廃仏毀釈により廃寺とされ、現在のような山門、鐘楼などを残すのみの姿となる。
1957年（昭和32年）に、河内源氏の形成発展する様相を示すものとして、三代の墓を含め、文化財保護法に基づき「通法寺跡」として史跡と指定された。

## 所在地
- 大阪府羽曳野市通法寺41番地12

## 交通アクセス
- 近鉄長野線 喜志駅から金剛バス太子線「上ノ太子行き」、喜志循環線「太子廻り循環」「葉室廻り循環」、阪南線「府立近つ飛鳥博物館前行き」のいずれかに乗車し、「太子四ツ辻」バス停下車徒歩約15分。

## ギャラリー

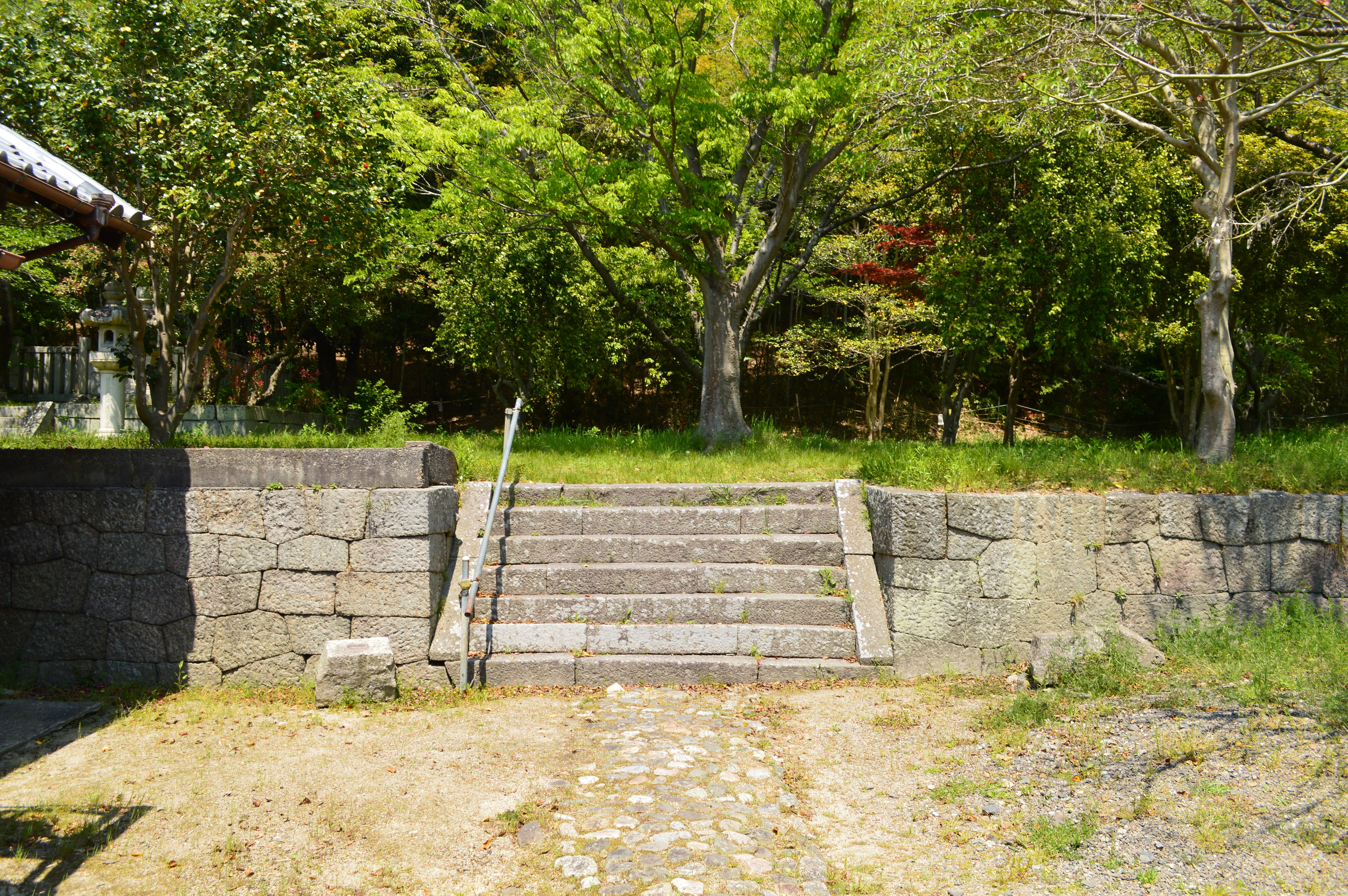
境内跡
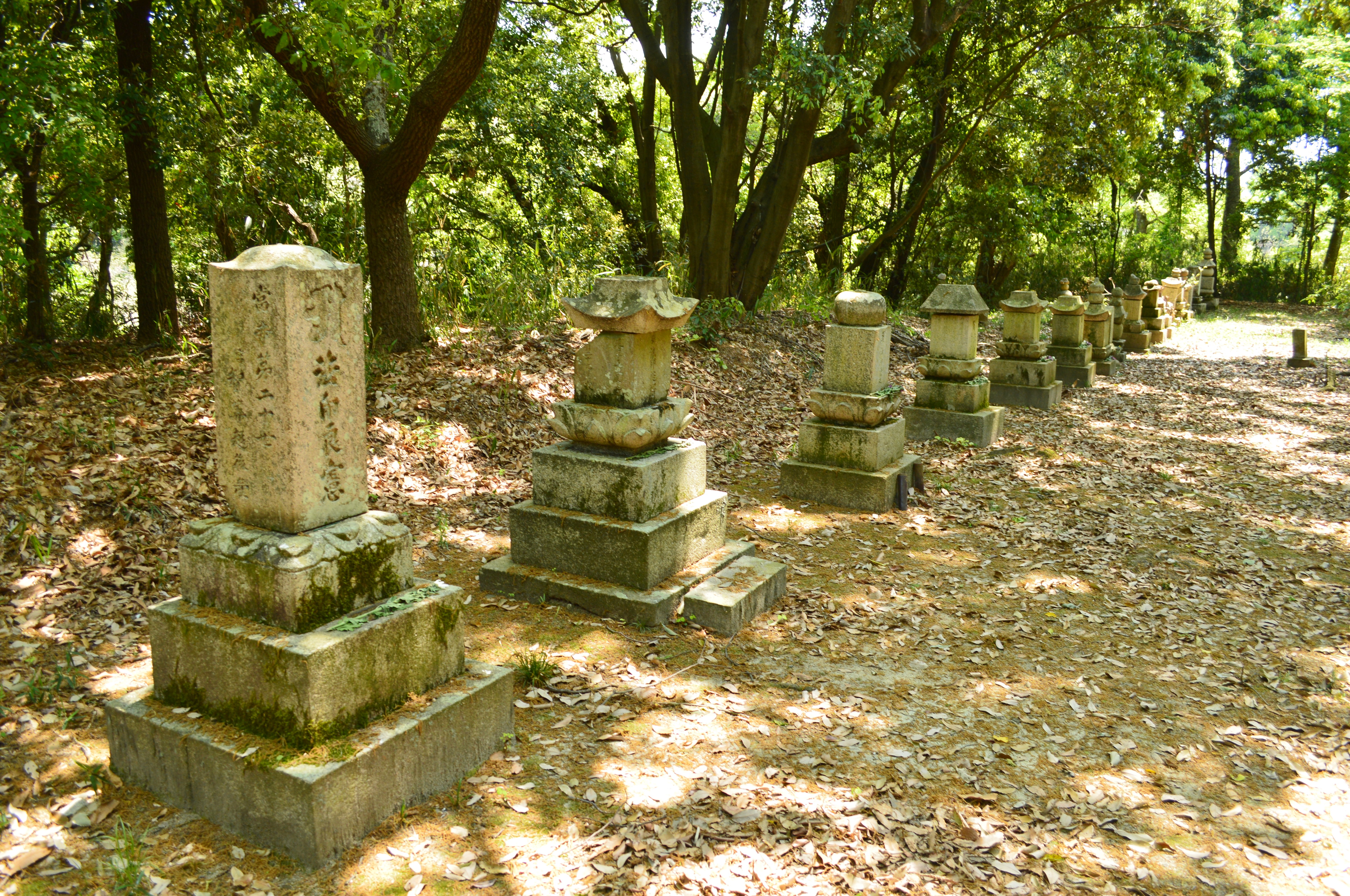
通法寺歴代住職等墓
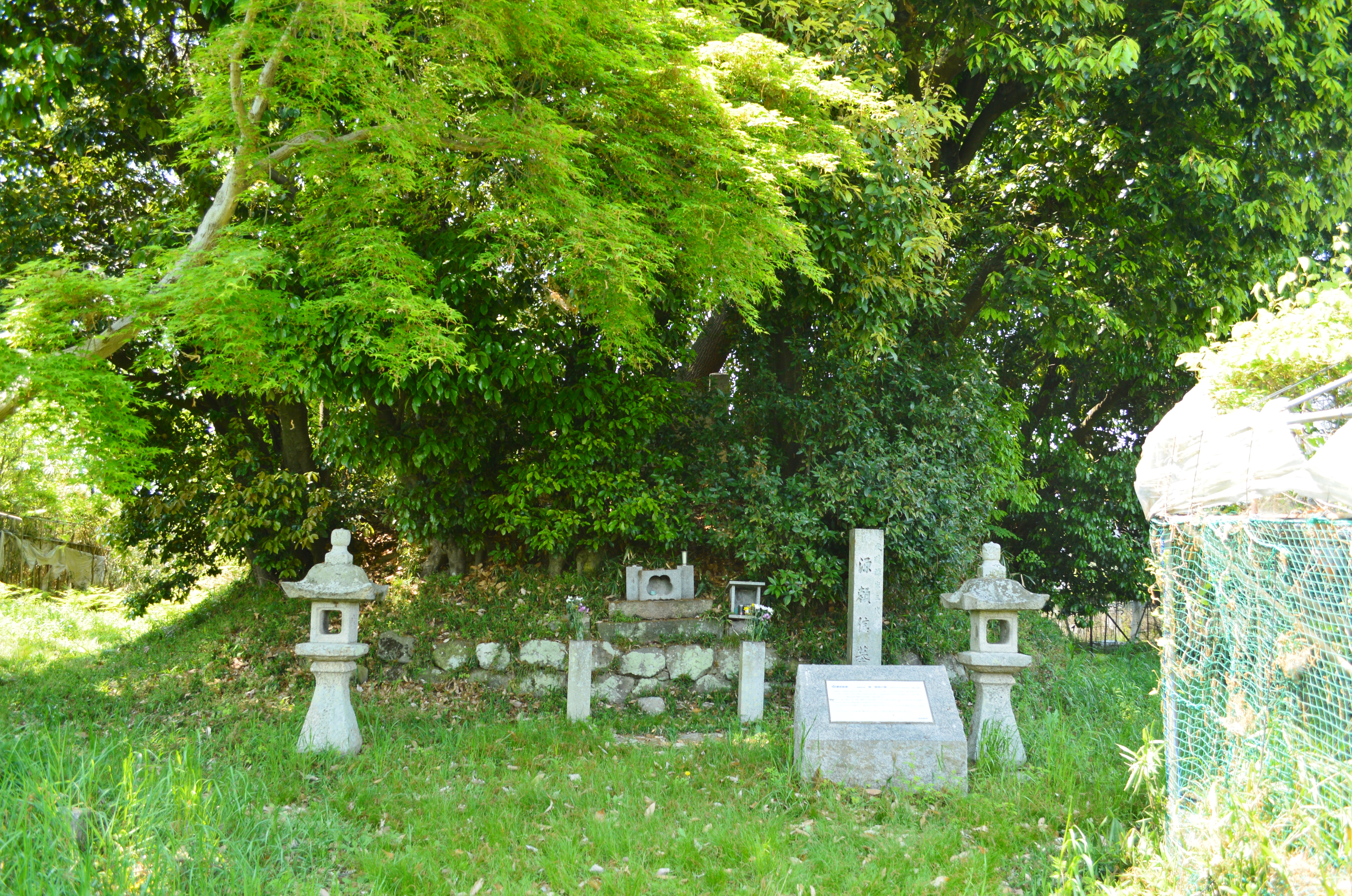
源頼信墓
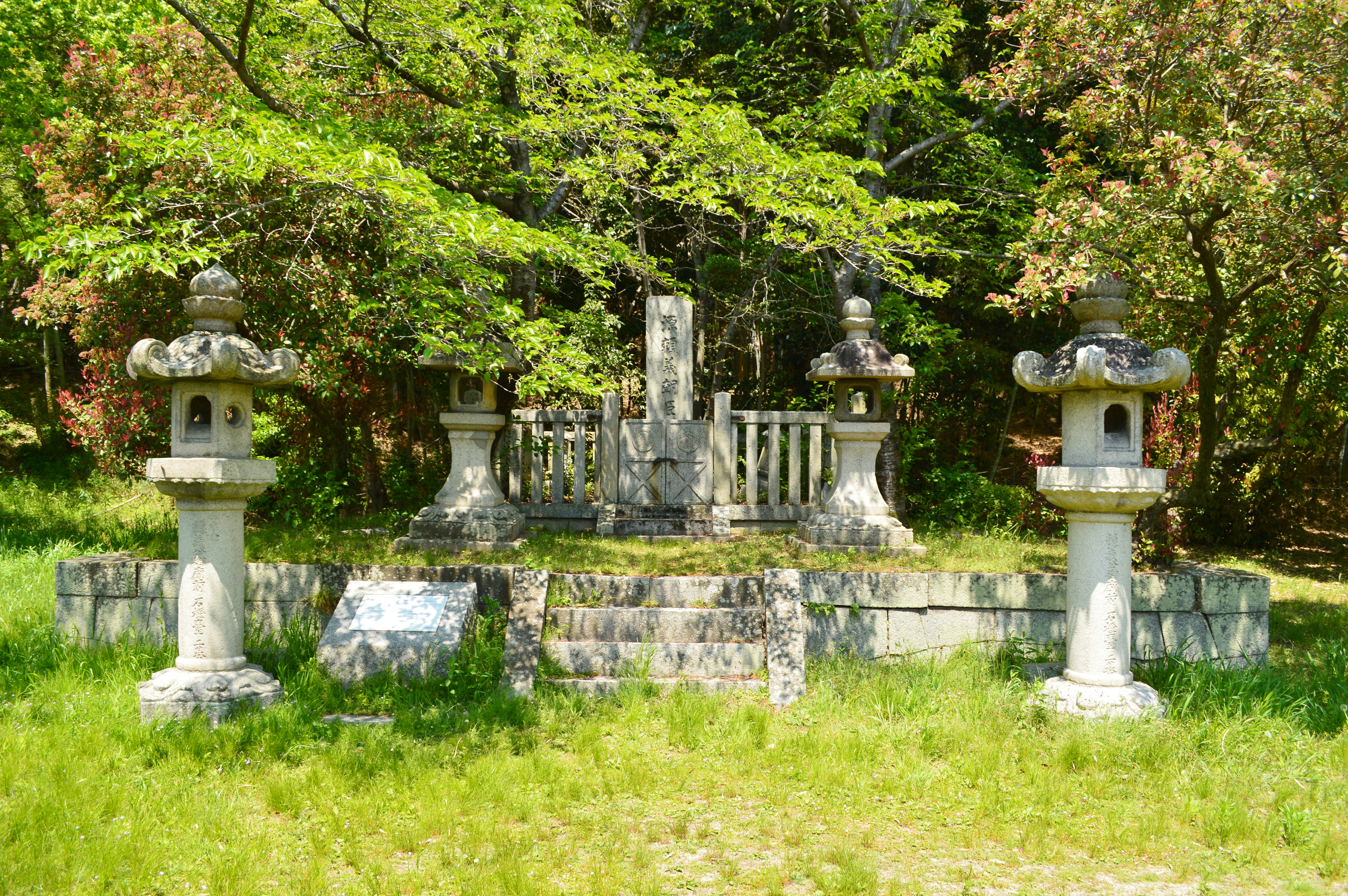
源頼義墓
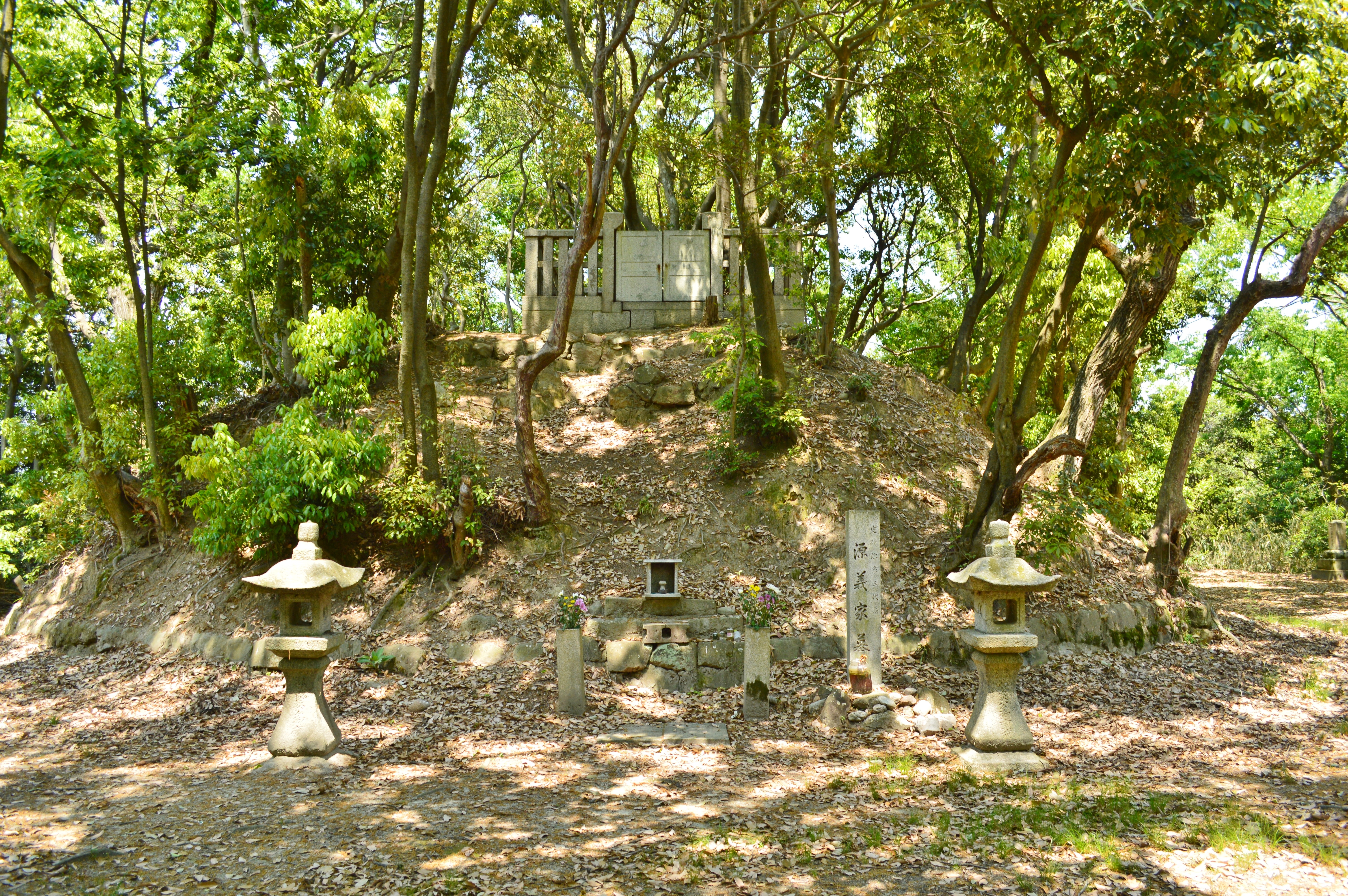
源義家墓
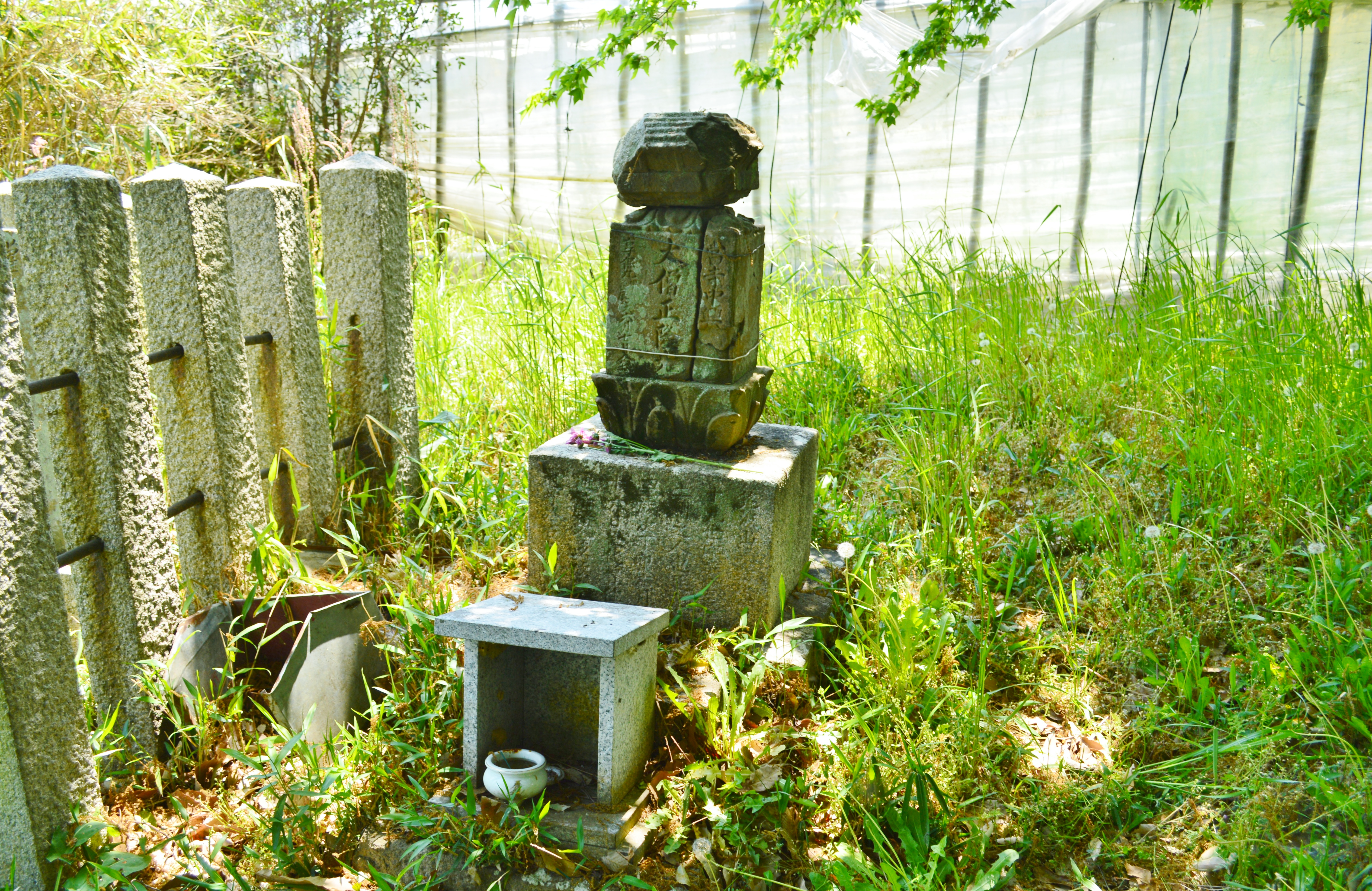
大僧正隆光墓

## 近隣施設
- 大阪芸術大学
- 壺井八幡宮
- 源氏三代（源頼信、頼義、義家）墓
- 聖徳太子廟所
- 用明天皇陵